# Siyablı
Siyablı è un comune dell'Azerbaigian situato nel distretto di Lənkəran.